# Pareugyrioides galatheae
Pareugyrioides galatheae är en sjöpungsart som först beskrevs av C.S. Millar 1959.  Pareugyrioides galatheae ingår i släktet Pareugyrioides och familjen kulsjöpungar. Inga underarter finns listade i Catalogue of Life.